# Privilegium Sigismundi Augusti
Privilegium Sigismundi Augusti (slovensko Privilegij Sigismunda Avgusta) je bil sporazum, objavljen 28. novembra 1561 v Vilenskem sporazumu med poljskim kraljem in litovskim velikim knezom Sigismundom II. Avgustom in zadnjim  landmeistrom Livonije Gotthardom Kettlerjem. Sporazum je slednjemu podelil privilegije v zameno za posesti livonskega tevtonskega viteškega reda, ki so se prenesle na poljsko krono. Sporazum je hkrati pomenil konec tevtonskega reda in Livonske konfederacije. Za vojvodini Kurlandija in Semigalija je bil podpisan dodaten  sporazum (Pacta Subiectionis), ki je poleg privilegijev urejal odnos plemstva do vojvode, poljskega kralja in rajhstaga.

## Privilegiji
Gotthard Kettler je bil zadnji nacionalni mojster livonskega viteškega reda. Podredil se je ostankom  reda in njegovim vazalom in na pogajanjih z velikim knezom Sigismundom II. Avgustom dosegel, da je veliki knez podelil livonskemu in kurlandskemu plemstvu  posebne pravice:
- pravico do evangeličansko-luteranske veroizpovedi
- pravico do uradnega nemškega jezika
- pravico do samouprave (nemška oblast, nemška zakonodaja)
- pravico do livonskega deželnega zakonika
- zagotovila, da bodo položaji v Livoniji in Kurlandiji rezervirani samo za domačine

Privilegiji zapisani v tej obliki, so nemškemu višjemu razredu služili kot podlaga za pogajanja tudi v vseh kasnejših spremembah vladavin in so v bistvu ostali v veljavi do leta 1919 (Cesarska ruska baltska gubernija Livland).

## Vir
- Burchard von Klot. Jost Clodt and the privilege Sigismundi Augusti. Harro Hirschheydt, Hanover 1977, ISBN 3-7777-0826-7.